# Киселевская, Наталья Ивановна
Наталья Ивановна Киселе́вская (по второму мужу — Иванова; 1906—1964) — советская оперная певица (сопрано).

## Биография
Родилась 20 апреля (3 мая) 1906 года в Москве. Дочь Ивана Николаевича Соколова (1878—1940) — профессора Московской консерватории, и певицы Анны Петровны Киселевской.
В 1924 году вышла замуж за Сергея Лемешева. В 1927 году окончила музыкальное училище и уехала к мужу в Свердловск, стала петь там в опере. В 1928 году они с Лемешевым развелись.
В 1930—1932 годах пела в Бакинском театре оперы и балета. Затем вернулась в Свердловск. Солистка СвАТОБ.
В 1934 году вышла замуж за Григория Ивановича Иванова — директора Свердловского государственного театра рабочей молодежи. В браке родился сын Анатолий. В 1937 году муж был репрессирован.
В 1940 году вышла замуж за Фёдора Родионовича Богданова — главного хирурга Уральского военного округа.
В 1949 году по состоянию здоровья перешла на педагогическую работу в Уральскую государственную консерваторию и работала там до 1958 года. В 1958 году уехала в Киев, где её мужу было предложено возглавить научно-исследовательский институт травматологии и ортопедии.
Погибла 9 мая 1964 года в автомобильной катастрофе в Киеве по пути на дачу.

### Семья
Брат Николай (1904 г.р.).
Сын — Анатолий Григорьевич Иванов (1936—2000).

## Театральные работы
- «Черевички» П. И. Чайковского — Оксана
- «Иоланта» П. И. Чайковского — Иоланта
- «Пиковая дама» П. И. Чайковского — Пастораль
- «Опричник» П. И. Чайковского — Наталья
- «Евгений Онегин» П. И. Чайковского — Татьяна
- «Иван Сусанин» М. И. Глинки — Антонида
- «Царская невеста» Н. А. Римского-Корсакова — Марфа
- «Псковитянка» Н. А. Римского-Корсакова — Ольга
- «Снегурочка» Н. А. Римского-Корсакова — Снегурочка
- «Майская ночь» Н. А. Римского-Корсакова — Ганна
- «Ночь перед Рождеством» Н. А. Римского-Корсакова — Оксана
- «Демон» А. Г. Рубинштейна — Тамара
- «Отелло» Дж. Верди — Дездемона

## Награды и премии
- заслуженная артистка РСФСР (8.4.1948).
- Сталинская премия второй степени (1946) — за оперный спектакль «Отелло» Дж. Верди, поставленный на сцене СвАТОБ имени А. В. Луначарского